# تسعة رجال
تسعة رجال (بالإنجليزية: Nine Men)‏ هو فيلم حرب بريطاني أُنتج عام 1943، من تأليف هاري وات وإخراج جيرالد كيرش.

## ملخص الفيلم
تدور أحداث الفيلم خلال حملة الصحراء الغربية في الحرب العالمية الثانية، حيث يجد تسعة جنود بريطانيين أنفسهم محاصرين داخل حصن صحراوي. يتعرضون لهجوم جوي أثناء تنقلهم، ثم يواجهون حصارًا عنيفًا من القوات الإيطالية والألمانية. يقاتل الجنود بشجاعة للدفاع عن الحصن، منتظرين وصول التعزيزات لإنقاذهم.

## ممثلون
- جاك لامبرت
- جوردون جاكسون
- فريدريك بايبر
- جرانت ساذرلاند
- بيل بلويت
- إريك ميكلوود
- فريد جريفيثس[4]

## وصلات خارجية
- تسع رجال علي موقع IMDb